# Ragby 7
Ragby 7 (rugby sevens, 7s nebo sedmičkové ragby) je míčový sport, varianta rugby union, ve které se tým skládá ze sedmi hráčů, namísto obvyklých 15 a s hrací dobou 2 x 7 minut. Ragbyové sedmičky jsou spravovány World Rugby (WR), orgánem odpovědným za rugby union na celém světě.
Hra vznikla v roce 1883 v Melrose ve Skotsku, kde se turnaj Melrose Sevens stále koná. Hra je populární na všech úrovních, amatérské a klubové turnaje se obecně konají v letních měsících.
Sedmičky jsou jednou z nejrozšířenějších forem ragby. Jsou populární v některých částech Afriky, Asie, Evropy a Severní a Jižní Americe a zvlášť v jižním Pacifiku.
Mezi hlavní mezinárodní soutěže patří World Rugby Sevens Series a Rugby World Cup Sevens. Ragbyové sedmičky se také hrají na několika velkých všesportovních akcích, jako jsou Hry Commonwealthu.

## Ragby 7 na olympiádě
Po více než 80 letech rozhodl MOV v roce 2009 o opětovném zařazení ragby do olympijského programu od LOH 2016, kde se ragby představilo v sedmičkové formě.

## Pravidla
Sedmičky se hrají na normálním ragbyovém hřišti. Hřiště měří 100 metrů na délku a 70 metrů na šířku

### Variace pravidel
Rugby sevens se liší od klasického rugby union menším počtem hráčů a zrychlením hry, což se odráží v pravidlech.

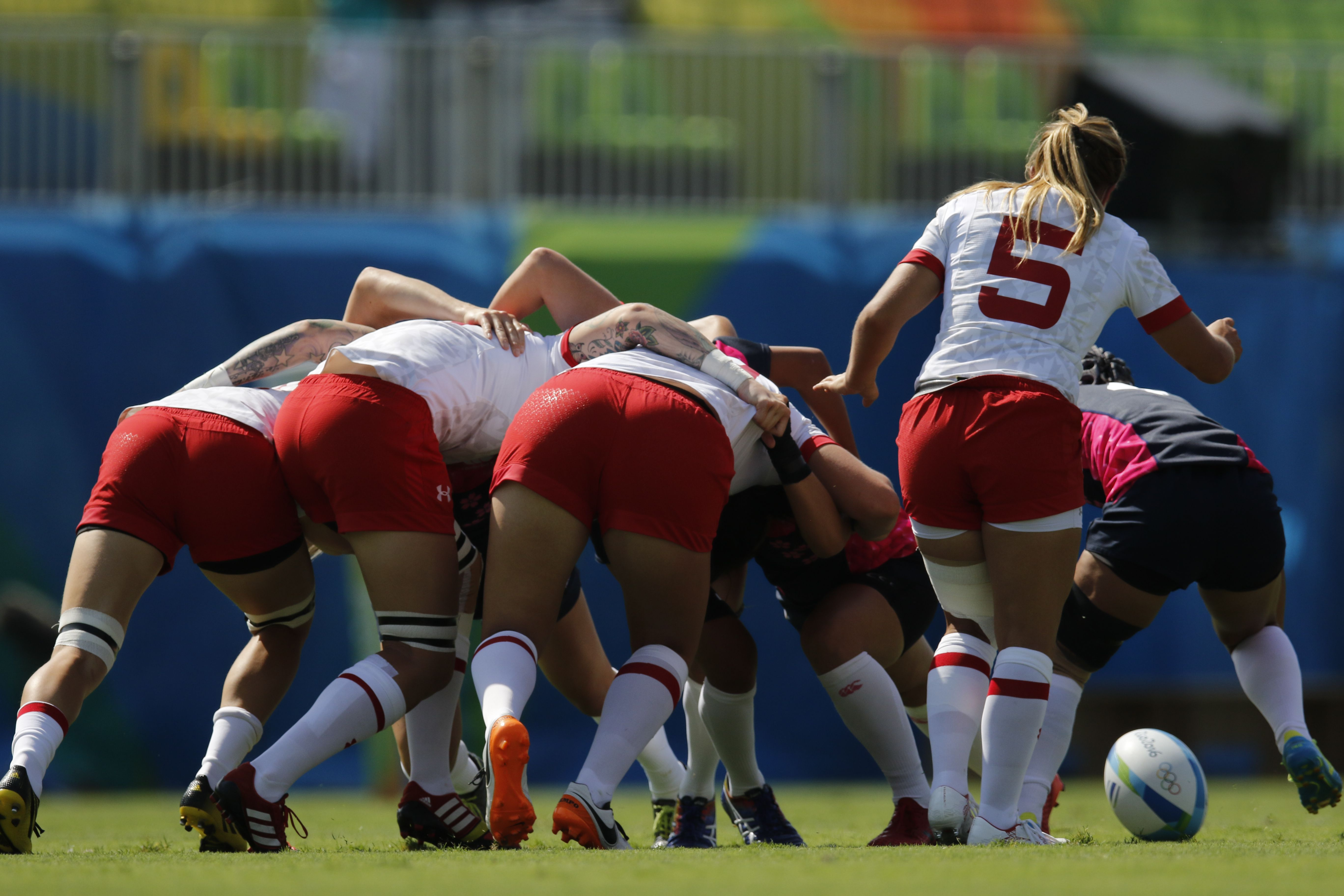
Při mlýnu v sedmičkách se účastní tři hráči z každého týmu, místo osmi

- Na hřišti je sedm hráčů z každého týmu, místo standardních patnácti
- Je povoleno pět střídání
- Poločasy trvají sedm minut

- Všechny pokusy o konverzi musí být provedeny drop-kickem do 30 sekund po skórování
- V mlýnu jsou tři hráči z každého týmu
- Výkopává tým, který právě skóroval
- Hráč se žlutou kartou je vyloučen na 2 minuty

## Pozice
Týmy se skládají ze 7 hráčů - tři rojníci a čtyři útočníci. Na rozdíl od patnáctek, kde číslo hráče odpovídá jeho pozici, je číslování v sedmičkách flexibilnější. V týmu dvanácti hráčů budou hráči očíslováni od jedné do dvanácti. Startující hráči mohou mít libovolné z těchto dvanácti čísel, ne nutně od jedné do sedmi. Čísla nerozlišují pozice.